# Joe's Canyon Trail
Le Joe's Canyon Trail est un sentier de randonnée américain dans le comté de Cochise, en Arizona. Protégé au sein du Coronado National Memorial, il est lui-même classé National Recreation Trail depuis 1981.